# Ковачевића пећина
Ковачевића пећина је споменик природе који се налази у атару села Церова, на територији општине Крупањ.
Укупна дужина пећине је 960 метара, у којој се смењују канали и дворане са сталактитима, сталагмитима, стубовима и разнобојним драперјем. Издвајају се сталагмити од прозорног калцита. Унутар пећине налази се и пећинско језеро, иза којег се, вероватно, наставља пећински систем.
Откривени су остаци мањег неолитског насеља из 3500 године п. н. е, налази из римског доба из 4. века и неки из средњег века. Пећина је у далекој прошлости пружала уточиште разним животињама, па су у њеним наносима нађене кости пећинског медведа старе и око 60 000 година. У пећини живе и колоније слепих мишева.